# Piscine d'Oulu
La piscine d'Oulu (en finnois : Oulun uimahalli) est une piscine couverte dans le quartier de Raksila à Oulu en Finlande.

## -Présentation
La superficie d'eau est de 1 853 m2 , ce qui en fait la deuxième plus grande des piscines de Finlande après celle du centre de natation de Mäkelänrinne à Helsinki. 
Le nombre de visiteurs est d'environ 600 000 par an.
Ouverte à l'automne 1974, la piscine est alors la première piscine intérieure de 50 mètres à 8 lignes d'eau de Finlande.

## Installations de la piscine
La établissement dispose d'un bassin de 50 mètres à huit voies. 
En outre, la piscine dispose d'un bassin de remise en forme séparé avec six lignes d'eau de 25 mètres, des bassins d'entraînement pour enfants, un toboggan de 35 mètres et un bassin polyvalent avec divers points d'hydromassage.
La salle dispose de deux tremplins de 1 mètre et 3 mètres ainsi que des sautoirs de 3 mètres, 5 mètres, 7 mètres et 10 mètres.
La piscine est aussi adaptée aux personnes handicapées.